# Miguel Sanz
Miguel Sanz Sesma est un homme politique espagnol, né le 16 septembre 1952 à Corella (province de Pampelune). Il est membre de l'Union du peuple navarrais (UPN)
Il est président de la Navarre entre 1996 et 2011, et président de l'UPN de 1997 à 2009.

## Biographie

### Formation et carrière
Après avoir accompli une formation d'instituteur de l'enseignement primaire, il suit des études de sciences de l'entreprise et le programme de direction générale de l'institut des études supérieures de l'entreprise (IESE) de l'université de Navarre. Il travaille ensuite dans le secteur bancaire, et sera notamment directeur de la succursale de la Caja Rural de Navarra à Cintruenigo.

### Maire de Corella
Bien qu'il soit membre de l'Union générale des travailleurs (UGT), syndicat proche du Parti socialiste ouvrier espagnol (PSOE), il est désigné en 1983 tête de liste de l'Union du peuple navarrais (UPN) pour les élections municipales à Corella. 
Élu dans le même temps député régional au Parlement de Navarre, il devient ensuite maire de la ville, poste qu'il conserve après le scrutin de 1987.

### Ascension politique
En 1989, Jesús Aizpún le choisit comme vice-président de l'UPN. Deux ans plus tard, alors qu'il a renoncé à être de nouveau candidat aux municipales, il est nommé vice-président de la Députation forale de Navarre et député foral à la Présidence, sous la direction de Juan Cruz Alli. À la suite de la scission de Cruz, qui fonde la Convergence des démocrates de Navarre (CDN), il est désigné tête de liste de l'UPN aux élections régionales de 1995. Il arrive en tête du scrutin, avec 31,9 % des suffrages et 17 députés sur 50, mais la CDN préfère s'associer au PSOE et à la Solidarité basque (EA), permettant l'investiture du socialiste Javier Otano.

### Président de la Navarre
Toutefois, après la démission d'Otano, mis en cause dans une affaire de corruption, la CDN se tourne vers l'UPN. Les deux partis disposant de 27 élus sur 50, Miguel Sanz est élu président de la Députation forale le 18 septembre 1996. Le 2 février suivant, il remplace Jesús Aizpún à la présidence de l'UPN.
Candidat à sa succession en 1999, il réalise une belle progression, avec 42,3 % des suffrages exprimés et 22 députés sur 50. Il obtient de nouveau le soutien de la CDN, dont les trois sièges au Parlement permettent au gouvernement d'atteindre l'exacte majorité absolue. En 2003, la victoire est plus nette, dans la mesure où l'UPN recueille 42,4 % des voix et 23 députés, tandis que la CDN en obtient 4. Les deux partis décident alors de former un gouvernement de coalition.
Au scrutin de 2007, il arrive une nouvelle fois en tête avec 42,7 % des voix et 22 élus, mais la CDN perd la moitié des siens, ce qui laisse le centre droit avec 24 députés, contre 26 à une éventuelle alliance entre la coalition de gauche Nafarroa Bai (NaBai), le Parti socialiste de Navarre-PSOE et la Gauche unie (IU). Alors que les trois partis sont prêts à collaborer, la direction nationale du PSOE s'oppose à une telle alliance et ordonne au PSN de s'abstenir lors du vote d'investiture, ce qui permet la réélection de Miguel Sanz le 11 août, au deuxième tour de scrutin.
Après avoir été remplacé par la maire de Pampelune, Yolanda Barcina, à la présidence de l'UPN, le 19 avril 2009, il met fin à son alliance avec la CDN à la fin du mois de septembre, du fait de désaccords grandissants entre les deux formations. Il ne se représente pas aux élections de 2011, et cède la place à Barcina qui, après être arrivée en tête du scrutin, forme une alliance majoritaire avec les socialistes.